# Sergei Lemeshev
Sergei Yakovlevich Lemeshev (em russo:  Серге́й Я́ковлевич Ле́мешев), mais conhecido como Sergei Lemeshev, foi um tenor lírico russo. Nasceu no dia 10 de julho de 1902 em Staroye Knyazevo, na cidade de Tver e morreu em Moscou no dia 26 de junho de 1977.

## Vida
Lemeshev nasceu em uma família camponesa e seu pai queria que ele se tornasse sapateiro. Em 1914, ele deixou uma escola paroquial e foi enviado para ser treinado para fazer sapatos em São Petersburgo. Em 1917, ele se formou na escola em Tver, onde recebeu treinamento vocal. Ele começou primeiro em um clube de trabalhadores local e depois se mudou para Moscou.
Entre 1921 e 1925, estudou no Conservatório de Moscou com Nazari Raisky. Em 1924, ele cantou no estúdio de ópera de Konstantin Stanislavsky. De 1926 a 1931, cantou nos teatros de Sverdlovsk, Harbin e Tbilisi.

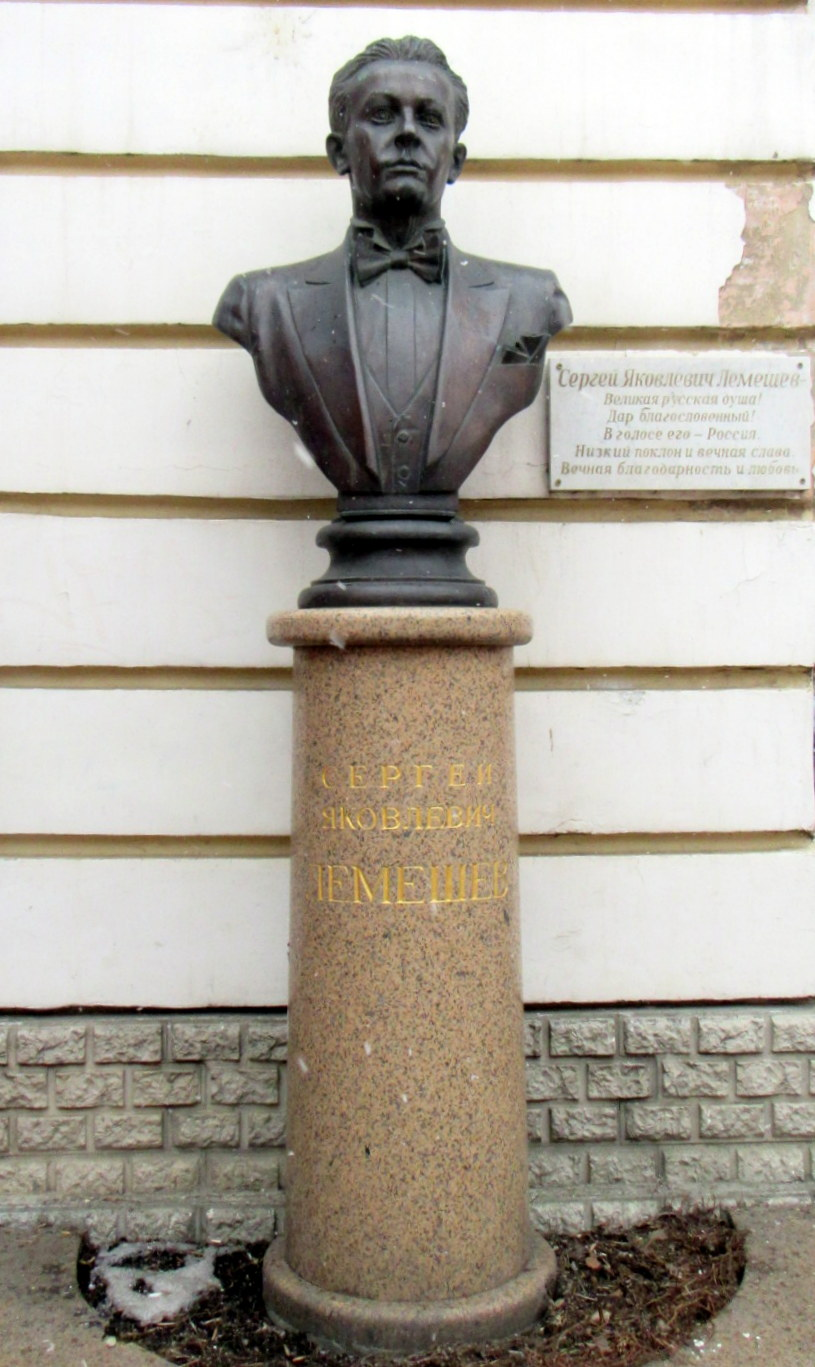
Busto de Lemeshev em Tver na Rua Trekhsvyatskaya

Em 1931, Lemeshev foi convidado para o Teatro Bolshoi, fez sua estreia e acabou se tornando solista do teatro. Seu tenor lírico de um timbre extraordinariamente suave e leve quase imediatamente lhe trouxe amor e popularidade entre os admiradores da arte operística. No entanto, Lemeshev foi um grande trabalhador e trabalhou duro para desenvolver cada um de seus papéis de ópera para ele. Suas qualidades vocais e artísticas, evidentes para todos os ouvintes, são beleza de timbre, musicalidade, desenvoltura de produção vocal, expressividade, dicção muito clara e incrível pianíssimo. Os melhores anos de sua carreira operística foram de 1931 a 1942. Ele também foi um excelente cantor de concertos e um brilhante intérprete de canções folclóricas tradicionais russas. Em 1938, ele se tornou o primeiro artista a cantar todos os 100 romances de Tchaikovsky em 5 concertos. Canções folclóricas transmitidas no rádio selaram ainda mais sua estatura como um cantor verdadeiramente nacional.
- Primeira esposa - Natalya Ivanovna Sokolova (1906-1964)
- Segunda esposa - Alisa Mikhailovna Korneva-Bagrin-Kamenskaya (1897-1989)
- Terceira esposa - Lyubov Arnoldovna Varzer
- Quarta esposa - Irina Ivanovna Maslennikova (1918-2013), cantora de ópera.
  - filha - Maria Sergeevna Lemesheva (nascida em 1944), cantora de ópera.
- Quinta esposa - Vera Nikolaevna Kudryavtseva-Lemesheva (1911-2009),[1] cantora de ópera  . O casamento durou vinte e sete anos, até a morte do cantor

## Citações sobre Lemeshev
"Fala mansa e discreta, Lemeshev odiava seu status de estrela e toda a pompa e festa que isso implicava. Sua atitude e exatidão workaholic eram lendárias e diretores, maestros, acompanhantes e colegas cantores sempre o consideravam um homem agradável e descontraído que todos adoravam. trabalhar com…" (Voz da Rússia)
"Ele cantou sul soffio (apoiado na respiração), evitou a respiração abdominal estressante (só Caruso poderia fazê-lo) e direcionou a corrente sonora para a máscara, o método de cantar que era tanto o gospel de Lauri-Volpi ." (Dr. Joseph Fragala)
"Desenvolveu uma voz mista de beleza incomparável, que lhe permitia tirar as notas mais agudas com uma riqueza tão bela que nem os especialistas conseguiam explicar como se fazia tecnicamente... Seus dós agudos... soavam viris e cheios... Seu jeito de abaixar um pouco a laringe nas notas altas permitiu-lhe executar as partes que os tenores líricos comuns não cantavam, [papéis como] Rodolfo em La Bohème, Levko em May Night, Dubrovsky, Fra Diavolo ..." (A. Orfenov)

## Filmografia
- 1940 - Muzykalnaja istorija
- 1941  - Concerto Cinematográfico de 1941  - Duque de Mântua
- 1943  - Concerto para o 25º aniversário do Exército Vermelho
- 1952  - Concerto dos Mestres das Artes (filme-concerto) - Alemão (cenas da ópera A Dama de Espadas)
- 1960  - Demônio  - Sinodal
- 1961  - Dubrovsky (filme-ópera) - Vladimir Dubrovsky
- 1963  - Blue Light 1963 - canção "Snow Maiden"

## Repertório
O Conservatório de Moscou e o Estúdio de Ópera do Teatro Bolshoi sob a direção de K. S. Stanislavsky (1921-1925), o Teatro de Ópera e Ballet de Sverdlovsk (1926-1927), a Ópera Russa na Ferrovia Oriental Chinesa em Harbin (1927-1929) , o Teatro de Ópera e Ballet de Tíflis (1929-1931)
- Vaudemont ( Iolanthe por P. I. Tchaikovsky )
- Lykov (A Noiva do Czar por N. A. Rimsky-Korsakov ) (1925)
- Lensky ( Eugene Onegin por P. I. Tchaikovsky)
- Czar Berendey (A Donzela da Neve de N. A. Rimsky-Korsakov) (1925)
- Alfred ( La Traviata por G. Verdi )
- Convidado Indiano (" Sadko " de N. A. Rimsky-Korsakov)
- Vladimir Igorevich (" Príncipe Igor " de A. P. Borodin )
- Tolo por Cristo ( Boris Godunov por M. P. Mussorgsky )
- Andrey Khovansky (" Kovanshchina " de M. P. Mussorgsky)
- Fausto ( Fausto por Ch. Gounod )
- Leopold ( A Filha do Cardeal por F. Halevi )
- Lucien ("Sacerdotisa do Fogo" por VP Valentinov )
- Bayan ( Ruslan e Lyudmila por M. I. Glinka )
- Billy Begot ("Trilby" de A. I. Yurasovsky )
- Duque ( Rigoletto por G. Verdi)
- Rudolph ( La bohème por G. Puccini )
- Gerald ( Lakme de L. Deliba )
- Nadir (The Pearl Seekers por J. Bizet )
- Conde Almaviva (O Barbeiro de Sevilha por G. Rossini ) (1929)
- Sinodal (" O Demônio " por A. G. Rubinshtein ) (1930)

Teatro Bolshoi (1931-1957)
- 1931 - Berendey (A Donzela da Neve de N. A. Rimsky-Korsakov )
- 1931 - Gerald ( Lakme de L. Deliba )
- 1931 - Lensky ( Eugene Onegin por P. I. Tchaikovsky )
- 1931 - O Duque ( Rigoletto de G. Verdi )
- 1931 - Billy Begot ("Trilby" de A. P. Yurasovsky)
- 1931 - Conde Almaviva (" O Barbeiro de Sevilha " G. Rossini )
- 1932 - Astrólogo (O Galo Dourado de N. A. Rimsky-Korsakov )
- 1932 - Rudolph (" La Boheme " de G. Puccini )
- 1933 - Filippetto ("Quatro Déspotas" de E. Wolf-Ferrari )
- 1933 - Convidado indiano (" Sadko " de N. A. Rimsky-Korsakov )
- 1933 - Fausto (" Fausto " Ch. Gounod )
- 1933 - Alfred Germont ( La Traviata de G. Verdi )
- 1936 - Vladimir Igorevich (" Príncipe Igor " A. P. Borodin )
- 1938 - Dubrovsky (" Dubrovsky " de E. F. Napravnik )
- 1941 - Romeu ( Romeu e Julieta por Ch. Gounod )
- 1943 - Sinodal (" Demônio " de A. G. Rubinshtein )
- 1947 - Dzhemal (" Grande Amizade " de V. I. Muradeli )
- 1948 - Bayan (" Ruslan e Lyudmila " de M. I. Glinka )
- 1948 - Levko (" Noite de Maio " de N. A. Rimsky-Korsakov )
- 1952 - Afanasy Ivanovich (" Feira Sorochinskaya " de M. P. Mussorgsky )
- 1955 - Fra Diavolo (" Fra Diavolo, ou Hotel em Terracina " de D. Ober )
- 1955 - Xing Bi-u ("Nikita Vershinin" por D. B. Kabalevsky )
- 1957 - Werther (" Werther " J. Massenet , intérprete do papel-título e diretor)
- Mozart  - " Mozart e Salieri " de N. A. Rimsky-Korsakov
- De Grie  - " Manon " J. Massa

## Curiosidades
Sergei Lemeshev cantava óperas conhecidas, em versão russa. Um bom exemplo disso é a ópera de Rigoletto que ele atuou cantando-a toda em russo, inclusive as arias.

## Legado
É autor do livro "The Way to Art", publicado em 1968.
O asteróide número 4561 recebeu o nome de Lemeshev em 1978, um ano após a morte de Sergei Lemeshev.